# Artemis Fowl - La cassaforte segreta
Artemis Fowl - La cassaforte segreta (The Artemis Fowl Files) è una raccolta di racconti fantasy per ragazzi e materiale vario scritto dallo scrittore irlandese Eoin Colfer, relativo alla serie di romanzi di Artemis Fowl. 

## Contenuti
Il libro contiene varie interviste ai personaggi: Artemis Fowl II, il genio criminale protagonista; Domovoi Leale, la guardia del corpo del giovane; Spinella Tappo, agente della LEP elfica; Julius Tubero, superiore di Spinella e capo della LEP; Polledro, il centauro capotecnico e inventore degli armamenti e delle tecnologie della LEP; Bombarda Sterro, nano cleptomane ricercato dalla LEP, coinvolto nelle avventure di Artemis. 
Questo libro svela anche alcuni "punti oscuri" fra i vari libri e anche eventi precedenti il primo libro. Contiene anche un brano che descrive l'iniziazione di Spinella Tappo e un'avventura inedita di Bombarda Sterro e di Artemis che cercano di rubare assieme una tiara molto preziosa.
Nel libro c'è un antico saggio consiglio in gnomico, come nei romanzi precedenti.

## Edizioni
- Eoin Colfer, Artemis Fowl: La cassaforte segreta, traduzione di Angela Ragusa, Arnoldo Mondadori Editore, 2005,  p. 211, ISBN 88-04-54899-1.